# Can Roig (Sant Antoni de Vilamajor)
Can Roig és una obra gòtica de Sant Antoni de Vilamajor (Vallès Oriental) inclosa a l'Inventari del Patrimoni Arquitectònic de Catalunya.

## Descripció
És la més gran d'un grup de cases no gaire lluny de Sant Jaume de Rifà. La planta és rectangular, la teulada a dos vessants asimètriques, fent coincidir el carener amb la vertical de la porta. Destaquen les onze dovelles d'aquesta porta, per la seva enorme mida. Les finestres són amb ampit i allindades. La finestra de sobre la clau de la porta té la llinda ornada amb un fistó.

## Història
Tot i que la masia actual és òbviament més moderna, Can Roig està documentada des del segle xiii.